# Famille de Brummer de Seyershof
Pour les articles homonymes, voir Famille von Brummer et Famille de Brummer de Tammik.
 (juin 2023).
La famille de Brummer de Seyershof  (en allemand : von Brummer aus dem Hause Seyershof) est une famille subsistance ayant appartenu depuis le XVIIe siècle à la noblesse suédoise, russe puis germanique.

## Histoire
L'ancêtre de cette famille, dite « Brummer de Seyershof » (Brummer, Brümmer ou encore Bruemmer), est le lieutenant Heinrich Johann Brummer († vers 1685). Son fils, Ulrich Johann von Brummer, capitaine de dragon dans un régiment suédois, tombe en 1704 dans une bataille contre les Russes près de Narva. L'un de ses fils, Ulrich Johan II von Brummer dit de Warrang et Sompäh († 1759), achète le manoir de Warrang dans l'actuel comté de Järva. Son autre fils, le commandant Engelbreich Wilhelm von Brummer († 1747), acquiert le manoir de Seyershof près de Rujen, le vend en 1745 et achète le manoir d'Odziena (en) (Odensee) qui devint le berceau de la famille. Rudolph Friedrich Adrian von Brümmer (1809-1880) fait construire un nouveau manoir de style néo-gothique. Cette famille Brummer possédait également le manoir de Kalsnavas (lv) (Alt-Kalzenau). Le titre de baron est reconnu à la famille par décision du Sénat de l'Empire du 28 février 1862. À la suite de la réforme agraire de 1920 (en), la famille perd la plupart de ses biens et quitte la Lettonie et l'Estonie en 1939.

## Personnalités
- Otto Friedrich von Brummer (1690-1752), maréchal de la cour du futur empereur Pierre III de Russie. Elevé en 1744 au rang de comte du Saint-Empire puis de comte russe la même année, il est exilé à Wismar en 1746 pour des intrigues à la cour. Sans descendance, la branche comtale s'éteint avec lui.
- Magnus Wilhelm von Brummer (1718-1793), major général.
- Wilhelm Karl von Brummer (1751-après 1800), général de division, fils du précédent.
- Voldemar Karl von Brummer (1763-1803), conseiller d'État réel, gouverneur de Pavlovsk.
- Hermann Alex Wilhelm von Brummer (1803-1852), major général.
- Hermann Gregor von Brummer (1834-1904), major général.
- Peter Magnus von Brummer (1836-1906), major général.
- Nikolai Hermann Adrian von Brummer (1837-1889), général de division.
- Eduard Alexander von Brümmer (ru) (1797-1874), général de l'artillerie (ru) (plus haut grade de général dans l'artillerie) (1866), il participe notamment à la guerre du Caucase et à la guerre de Crimée. Fils du précédent et époux de Daria Moritsovna von Kotzebue, fille du sénateur Moritz von Kotzebue (ru).
- Fiodor Iakovlevitch (Adam Andreas Theodor) von Brümmer (ru) (1819-1889), Vitse-admiral (1881) dans la marine impériale russe.
- Konstantin Fiodorovitch (Adam Konstantin Paul) von Brümmer (ru) (1856-1930), lieutenant-général (1917). Fils du précédent.
- Natalia Konstantinovna von Brummer, demoiselle d'honneur de la cour impériale russe, fille du précédent.
- Vladimir Karlovitch von Brummer (1783-1854), poète et traducteur, lieutenant-colonel.
- Leonid Vladimirovitch Brummer (1889-1971), artiste russe et soviétique.
- Nikolaï Leonidovitch Brummer (1898-1929), graphiste, graveur sur bois.
- Fred Bruemmer (1929-2013), écrivain-photographe naturaliste canadien.

### Galerie

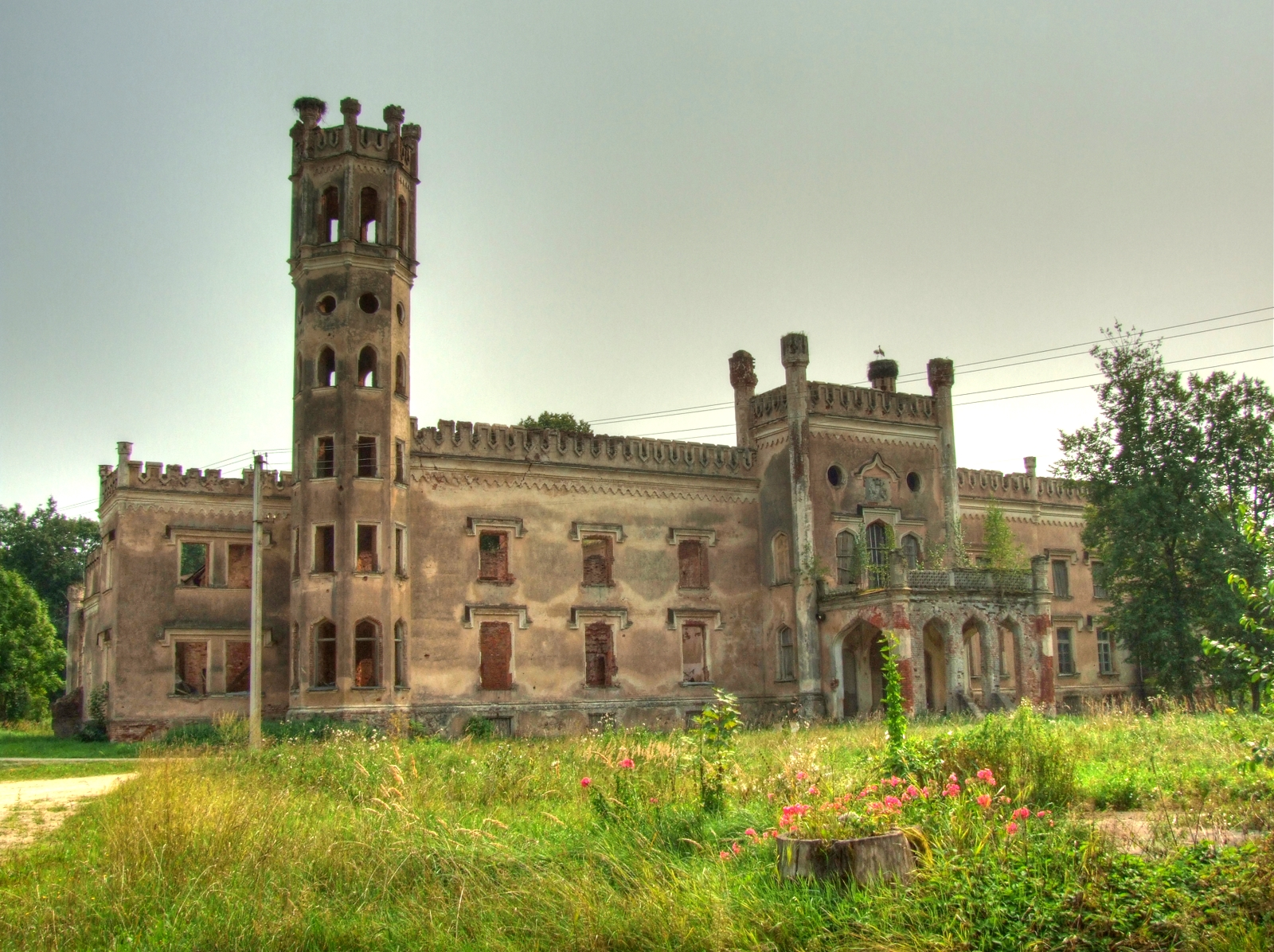
Ruines du château d'Odziena (en)
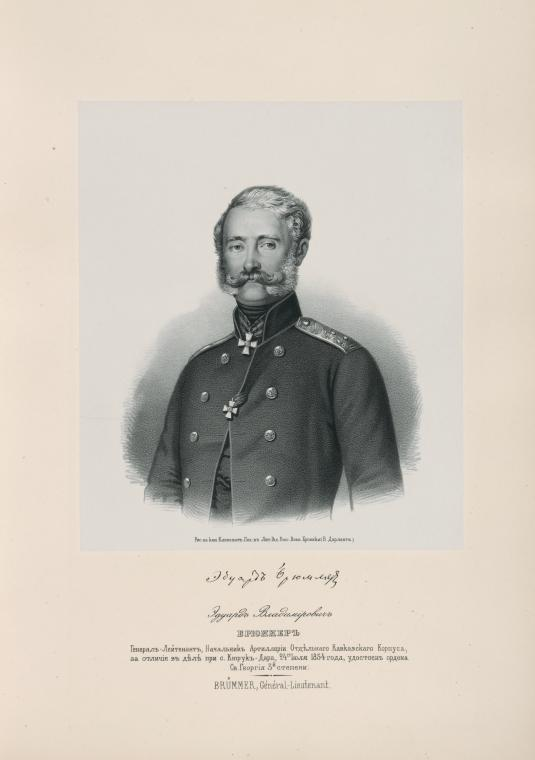
Général Edward Aleksander von Brummer (1797—1874)
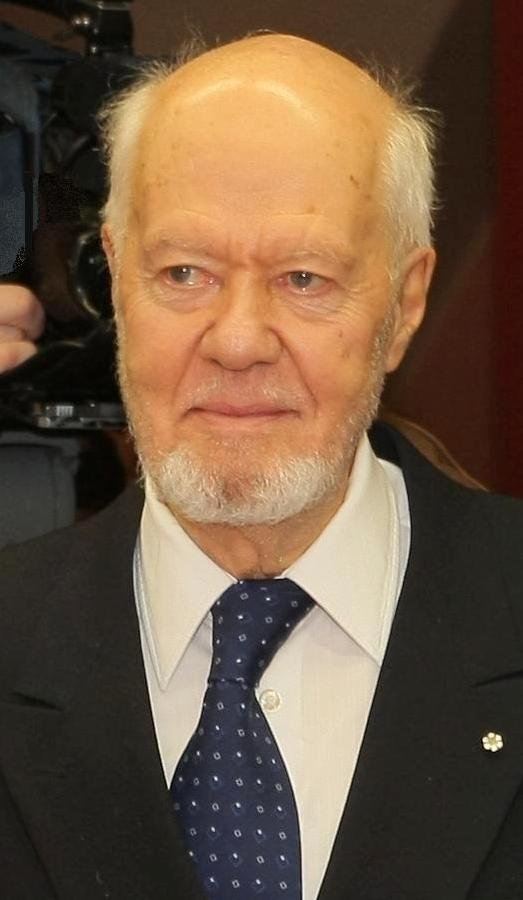
Fred Bruemmer (1929–2013), écrivain-photographe naturaliste

## Pour approfondir